# Peter Plett
Peter Plett (* 29. Dezember 1766 in Klein Rheide; † 29. März 1823 in Stakendorf) war ein deutscher Lehrer in Schleswig-Holstein und Pionier der Pockenimpfung.

## Leben
Plett hatte ab 1790 eine Hauslehrerstelle in Schönweide inne, wo er von Melkerinnen hörte, dass die Ansteckung mit Kuhpocken vor den Menschenpocken schütze. Im Jahre 1791 wechselte er auf die Gutsmeierei auf Hasselburg im Gut Wittenberg/Ostholstein. Dort impfte er drei Kinder des Pächters Martini mit Kuhpockenlymphe und schützte sie so erfolgreich vor den Menschenpocken. Diese drei Kinder überlebten als einzige eine lokale Pockenepidemie drei Jahre später. Erst fünf Jahre später entdeckte Edward Jenner diese Methode und wurde weltberühmt.
Plett berichtete 1790 und 1791/92 über seine Entdeckung der Universität Kiel, die sie nicht ernst nahm und unterdrückte. Erst 1802, nachdem Jenners Erfolge nach Deutschland gedrungen waren, wurde Plett im Auftrag von Christoph Heinrich Pfaff von der Medizinischen Fakultät der Universität Kiel durch den Arzt Friedrich Adolf von Heinze interviewt. Sein Bericht wurde von Pfaff und auch von Heinze selbst veröffentlicht und an die Deutsche Kanzlei der Regierung in Kopenhagen weitergeleitet.
Plett besuchte ab 1793 das von Heinrich Müller geleitete Lehrerseminar in Kiel. 1796 holte ihn Pastor Johann Georg Schmidt, der ihn „zu den fähigsten Müllerschen Seminaristen“ zählte, als Lehrer an die Schule in Laboe in seinem Kirchspiel Probsteierhagen. Als Schmidt 1807 nach Schönberg (Holstein) wechselte, folgte Plett ihm und wurde 1808 Lehrer in Stakendorf.
Franz Hermann Hegewisch, ab 1809 an der Universität Kiel, kannte Pletts Berichte über die Erfolge der Kuhpockenimpfung und deren Schicksal innerhalb der Universität. Er empfahl dem Herausgeber der Neuen Schleswig-Holsteinischen Provinzialberichte, Georg Peter Petersen, einen Artikel über Pletts Entdeckung zu bringen. Petersen befragte Plett 1814 in Schönberg, veröffentlichte seinen Bericht darüber 1815 und bestätigte damit auch Heinzes Bericht von 1802.
Peter Plett wurde 1820 in Stakendorf wegen seines Alkoholismus in den Ruhestand versetzt. Pastor Schmidt und dessen Vorgesetzter, der Propst Cay Wilhelm von Ahlefeldt, handelten mit der Stakendorfer Bürgerschaft eine bescheidene Pension und Wohnmöglichkeit für ihn aus. Er starb drei Jahre später im Alter von 56 Jahren.

## Ehrung
1956 stellte die Gemeinde Stakendorf zum Gedenken an Peter Plett einen Findling vor dem früheren Schulgebäude auf, dessen Inschrift 2006 korrigiert und um eine aktuelle Informationstafel ergänzt wurde.